# Asesinato de Anita Cobby
Anita Lorraine Cobby, de nacimiento Lynch (Sídney, 2 de noviembre de 1959 - Sídney, 2 de febrero de 1986), fue una mujer australiana que fue secuestrada mientras regresaba a su casa desde la estación de ferrocarril de Blacktown poco antes de las 22 horas del 2 de febrero de 1986, y posteriormente agredida sexualmente y asesinada.
Dos días después de ser dada por desaparecida por su familia, su cuerpo fue descubierto por un hombre en un prado de su granja en Prospect, en las afueras de Sídney. Las investigaciones condujeron a la detención de cinco hombres, que posteriormente fueron declarados culpables de su secuestro, violación y asesinato el 10 de junio de 1987. Cada uno de ellos fue condenado a cadena perpetua, sin posibilidad de libertad condicional, el 16 de junio de 1987.
El asesinato recibió una amplia cobertura mediática y la condena pública, incluidos llamamientos a restablecer la pena de muerte.

## Antecedentes
Anita Lynch nació en Sídney el 2 de noviembre de 1959, hija de Garry Bernard Lynch, artista gráfico de la Real Fuerza Aérea Australiana, y Grace "Peggy" Lynch, de profesión enfermera. En su adolescencia, participó en concursos de belleza, como el de Miss Western Suburbs en noviembre de 1979, y tuvo una prometedora carrera como modelo. Sin embargo, decidió seguir los pasos de su madre y dedicarse a la enfermería.
Anita conoció a su futuro marido, John Cobby, mientras estudiaba enfermería en el Hospital de Sídney. Se casaron el 27 de marzo de 1982. En el momento de su asesinato, en 1986, la pareja se había separado y Anita vivía con sus padres en Blacktown. Según John, él y Anita mantenían una buena relación y, cuando ella fue asesinada, habían planeado reconciliarse.

## Asesinato

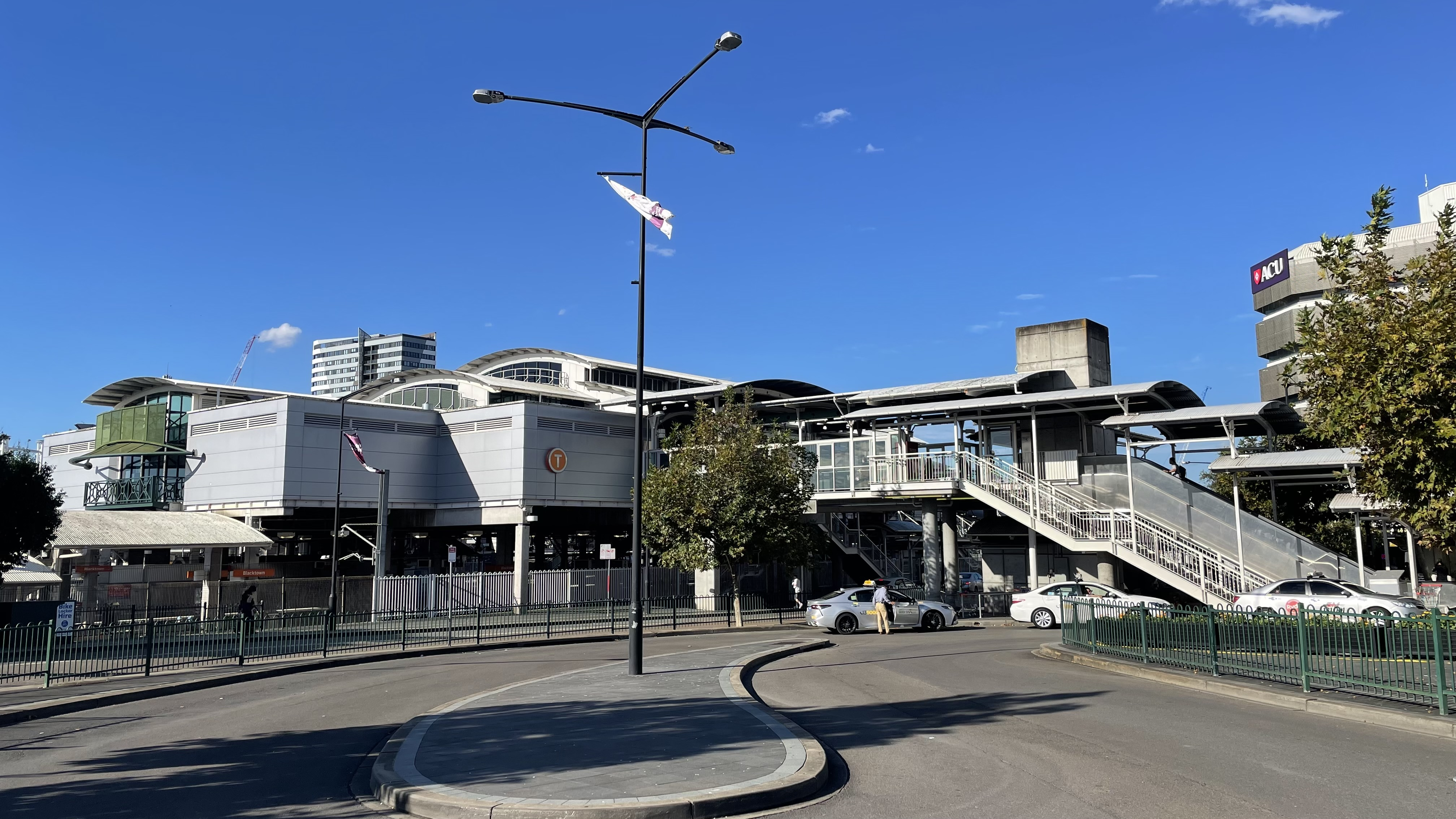
Exterior de la estación Blacktown, fotografiada en 2022, cuatro décadas después de los hechos.

Cobby trabajaba en Sídney y se desplazaba diariamente desde su casa en Blacktown. El día del asesinato, terminó de trabajar en el Hospital de Sídney a las 15 horas y se reunió con unos amigos para cenar en la cercana Redfern.
A continuación, Cobby cogió un tren desde la estación Central hasta la estación de Blacktown. Al llegar a su destino, solía llamar a su padre, que la recogía. El día de su muerte, lo más probable es que decidiera volver andando a casa tras comprobar que el teléfono no funcionaba y que no había taxis disponibles en la parada. Aparte de sus asesinos, sólo dos testigos vieron a Cobby tras salir de la estación de tren.
Cobby caminaba sola desde la estación por Newton Road, en Blacktown, hacia las 10 de la noche, cuando la banda de cinco hombres se detuvo junto a ella y paró el HT Holden Kingswood blanco que habían robado. Dos hombres saltaron del coche y la arrastraron al interior del mismo, mientras ella pataleaba y gritaba. Un adolescente, su hermana pequeña y su madre oyeron los gritos de alguien en la calle, frente a su casa, y salieron a tiempo de ver cómo Cobby era introducida a la fuerza en el coche de los agresores. El chico cruzó la calle para ayudar, pero el coche se alejó antes de que llegara. De vuelta a casa, llamó a la policía para informar de lo que había visto. Unos minutos más tarde, su vecino y su novia llegaron a casa y, tras ser informados del secuestro, se dirigieron a buscar el coche. Finalmente, condujeron por Reen Road (ahora conocida como Peter Brock Drive), Prospect y se detuvieron junto al Holden, ahora vacío, donde el hombre utilizó un foco para registrar el prado adyacente. Al no ver nada en el prado y creyendo que el coche que buscaba era un Holden de otro modelo, regresó a casa. Los agresores declararon posteriormente que se habían escondido entre la hierba larga para evitar el foco y esperaron a que el hombre se marchara.
Una vez dentro del coche en Newton Road, ordenaron a Cobby que se desnudara, pero ésta se negó, suplicando a sus agresores que la dejaran marchar y diciendo que estaba casada y también menstruando. Sus agresores la golpearon repetidamente, rompiéndole la nariz y pómulos, antes de obligarla a realizar una felación a los cinco hombres. A continuación, los agresores condujeron hasta una estación de servicio para comprar combustible con el dinero robado del monedero de Cobby. A continuación, la joven fue obligada a acompañarles por Reen Road hasta un apartado prado, mientras la sujetaban en el coche, la violaban repetidamente y la golpeaban continuamente. A continuación, arrastraron a la brutalmente golpeada Cobby hasta el prado a lo largo de una alambrada de espino, donde la abandonaron y continuaron abusando sexual y físicamente de ella durante algún tiempo. Según su confesión grabada, uno de los agresores, John Travers, temió entonces que pudiera identificarlos porque había visto sus caras y oído sus nombres, y convenció a los demás agresores para que la mataran. Instigado por los demás, Travers la degolló, casi cortándole la cabeza.

## Investigación policial
Cuando Cobby no regresó a casa, su familia pensó en un principio que había pasado la noche con una amiga, pero tras enterarse de que al día siguiente no se había presentado en el trabajo, denunciaron su desaparición el 3 de febrero. Al dia siguiente, 4 de febrero, un granjero encontró su cuerpo desnudo en el prado, mientras investigaba qué hacían sus vacas. El cuerpo de Cobby fue identificado inicialmente por su distintivo anillo de boda, que aún llevaba en el dedo cuando fue encontrada. En un principio se sospechó que su marido, John, del que estaba separada, era el autor de su asesinato, pero pronto fue absuelto.
El 6 de febrero, el gobierno del estado de Nueva Gales del Sur ofreció una recompensa de 50 000 dólares australianos por cualquier información que permitiera capturar a los asesinos de Cobby. Ese mismo día, el locutor de radio John Laws obtuvo una copia filtrada del informe de la autopsia de Cobby, que contenía detalles explícitos de sus lesiones, y la leyó en directo en el aire, lo que conmocionó y galvanizó el sentimiento del público. En una entrevista de 2016 con Seven News, Laws dijo que lo hizo porque sentía que "el público en general debería saberlo" y que "incitaba a la ira en el público que asesinatos como este estaban ocurriendo y no se nos estaban dando todos los detalles".
El 9 de febrero, la policía recreó los movimientos de Cobby la noche de su desaparición con la esperanza de refrescar la memoria de los viajeros u otras personas que pudieran haberla visto. La agente Debbie Wallace llevaba ropa similar a la de Cobby y viajó en el tren de las 21:12 a Blacktown. Los detectives entrevistaron a los pasajeros y les mostraron fotos de Cobby mientras Wallace recorría la longitud del tren durante el trayecto.
A raíz de un chivatazo de un informante de la policía en relación con el Holden robado, la policía empezó a buscar a Travers, Michael Murdoch y los hermanos Les, Michael y Gary Murphy tras descubrir que algunos de ellos tenían antecedentes de violencia y que Travers tenía fama de llevar un cuchillo. El 21 de febrero, la policía detuvo a Travers y Murdoch en casa del tío de Travers, y a Les Murphy en la propia casa de los Travers. Murdoch y Murphy fueron acusados de delitos relacionados con coches robados y puestos en libertad bajo fianza policial. Travers, que admitió haber robado un coche, hizo declaraciones contradictorias sobre el asesinato y fue detenido bajo custodia policial. Mientras estaba detenido, pidió que llamaran a una amiga para que le llevara cigarrillos. El número de teléfono fue entregado a la policía de investigación, que se puso en contacto con la amiga, una mujer.
La mujer, novia de Travers a la que finalmente apodaron "Miss X", accedió a ayudar en la investigación, se reunió con un agente y le dio detalles de los antecedentes de Travers. Posteriormente, fue enviada de nuevo a hablar con Travers, accediendo a ocultar un micrófono de grabación en su sujetador mientras le visitaba en su celda y pudo obtener una confesión. Más tarde, fue a casa de Murdoch con el dispositivo de grabación oculto para grabar también sus declaraciones. Finalmente, cinco hombres fueron detenidos y acusados del asesinato.
La policía fue elogiada por su rápida respuesta en la captura de todos los sospechosos implicados. En total, habían transcurrido 22 días desde el momento del asesinato hasta la detención de todos los sospechosos.

## Autoría
Los cinco hombres acusados, que posteriormente se declararon culpables o fueron condenados por el asesinato, tenían más de cincuenta condenas anteriores por delitos como robo a mano armada, agresión, hurto, robo de vehículos, allanamiento de morada, consumo de drogas, evasión de la custodia legal, receptación de objetos robados y violación.

### John Travers
John Raymond Travers, de 18 años en 1986, era considerado el cabecilla de la banda. Se crio en Blacktown en una situación de relativa pobreza, siendo el mayor de ocho hijos de padres adolescentes solteros.
A los 14 años ya era alcohólico, y fue expulsado del instituto durante el décimo curso por molestar continuamente a los demás alumnos. Más allá de la escuela, Travers tuvo pocos trabajos y dependía sobre todo de las prestaciones por desempleo como fuente de ingresos. Su madre acabó ingresándolo en la Ciudad de los Muchachos, un centro de detención de menores. Su padre, con el que nunca mantuvo una relación estrecha, abandonó el hogar en 1981.Al encontrar dificultades para mantener a la familia, Travers recurrió a la delincuencia para obtener alimentos, como el robo de animales para las cenas familiares, incluidos pollos y patos de hogares cercanos. La salud de la madre de Travers acabó deteriorándose, y él y sus hermanos fueron enviados a vivir con familias de acogida mientras ella era ingresada en un hospicio. Travers tenía un historial de comportamiento sexual violento, contra hombres y mujeres, así como de zoofilia; en las ocasiones en que recurría al robo de aves de corral para las comidas de su familia, se afirma que abusaba sexualmente de las aves antes de descuartizarlas y cocinarlas. Los testigos también han relatado que, en varias ocasiones, Travers había adquirido un cordero o una oveja vivos para descuartizarlos antes de una barbacoa, y afirman que degollaba a los animales mientras los sodomizaba y abusaba sexualmente de ellos, antes de descuartizarlos y asarlos en un espetón.

### Michael Murdoch
Michael Murdoch, de 18 años en 1986, era amigo de la infancia y socio criminal de Travers. También había pasado gran parte de su infancia en prisiones juveniles, donde sufrió agresiones sexuales. Se sabe que durante este periodo de reclusión escribió a políticos en busca de protección contra dichas agresiones.

### Los hermanos Murphy
Michael, Gary y Les Murphy, tres hermanos de una familia de nueve hijos, también fueron acusados del crimen.
Michael Murphy (33 años en el momento de los hechos) era el mayor de los nueve hijos de Murphy. Fue enviado a vivir con su abuela cuando tenía 12 años.
Gary Murphy (28 años) tenía una discapacidad auditiva afectó a su escolarización, abandonando los estudios para buscar trabajo. Se le consideraba un trabajador capaz y dispuesto antes de los crímenes. El gran interés de Gary por los coches le llevó a enfrentarse a varios cargos relacionados con el robo de coches en los años anteriores al asesinato.
Les Murphy (22 años) era el menor de los hermanos. Se había enfrentado al Tribunal de Menores en numerosas ocasiones por varios delitos relacionados con robos antes de ser acusado del asesinato de Cobby.

## Juicio
El juicio comenzó en Sídney el 16 de marzo de 1987. Antes de que comenzara el proceso, Travers cambió su declaración a culpable. El periódico de Sídney The Sun publicó una noticia en portada el día que comenzó el juicio, refiriéndose a Michael Murphy como un fugado de prisión en paro y sin domicilio fijo, y otra del mismo periódico detallaba las condenas penales de Murphy y su reciente fuga del Centro Penitenciario de Silverwater, donde cumplía una condena de 25 años por una serie de robos y hurtos. El jurado fue disuelto debido a la información potencialmente perjudicial publicada sobre Murphy.
Según el informe del médico forense, el cuerpo de Cobby presentaba numerosos hematomas en la cabeza, los pechos, la cara, los hombros, las ingles, los muslos y las piernas, consistentes con "una paliza sistemática", incluido un "golpe de fuerza considerable alrededor del ojo derecho". También tenía laceraciones en las caderas, los muslos y las piernas provocadas por el alambre de espino, varios cortes en el cuello que le provocaron la amputación de la oreja y la tráquea y casi la decapitación, y muchos cortes en las manos y los dedos, que le provocaron casi la amputación de tres dedos, lo que probablemente ocurrió cuando se llevó las manos a la cara para intentar protegerse del cuchillo. El médico forense testificó más tarde que después de que le cortaran la garganta, Cobby habría muerto en dos minutos. También testificó que algunos boletines de radio supuestamente basados en su propio informe contenían información errónea sobre el tipo y el alcance de las lesiones de Cobby. Ella no estaba mutilada aparte del corte en la garganta y las manos, no había habido ningún ataque con cuchillo en su estómago o genitales, y sus hombros no habían sido dislocados.
El juicio de los restantes miembros de la banda duró 54 días, y la defensa de los hombres se basó en convencer al jurado de su mínima implicación en la paliza y el asesinato. El 10 de junio de 1987, los cuatro fueron declarados culpables de agresión sexual y asesinato. El 16 de junio, fueron condenados por el Tribunal Supremo de Nueva Gales del Sur a cadena perpetua más tiempo adicional sin posibilidad de libertad condicional. El juez Alan Maxwell describió el crimen como "una de las agresiones físicas y sexuales más horripilantes. Fue un asesinato calculado y perpetrado a sangre fría. El Ejecutivo debería conceder el mismo grado de piedad que otorgó a su víctima".

## Hechos posteriores
Los padres de Cobby unirían sus fuerzas a las de Christine y Peter Simpson, padres de la víctima de asesinato Ebony Simpson, para crear el Homicide Victims' Support Group (Aust) Inc., un grupo de apoyo comunitario que ayuda a las familias a hacer frente a crímenes atroces. Los Lynch también hicieron campaña en favor del endurecimiento de las penas y de la verdad en las leyes sobre condenas, que se materializaron tras el asesinato de Cobby. El padre de Cobby, Garry Lynch, falleció el 14 de septiembre de 2008, a los 90 años, aquejado de Alzheimer. Su madre, Grace, murió de cáncer de pulmón en 2013, a los 88 años. Los Lynch llevaban casados 54 años en el momento de la muerte de Garry.

## Prisión
En 2022, John Travers fue alojado en el Centro Correccional de Wellington en máxima seguridad. En 1996, él y otro recluso estaban siendo transportados de Goulburn a Long Bay cuando intentaron escapar del furgón de la prisión aserrando y pateando la puerta trasera. Al percatarse del intento, el furgón se detuvo en la comisaría de Bowral, y los dos fueron detenidos y acusados.
Michael Murphy fue alojado en el hospital de Long Bay en régimen de máxima seguridad. Durante su encarcelamiento Murphy había estado recluido en Long Bay, Maitland, Lithgow y luego pasó la mayor parte del tiempo en Goulburn hasta que se le diagnosticó un cáncer de hígado. Murió en dichas instalaciones el 21 de febrero de 2019, a los 66 años.
En 2022, Gary Murphy fue alojado en el Centro Correccional de Goulburn en máxima seguridad. En la mañana del 25 de junio de 2019, fue gravemente golpeado por varios otros presos en el bloque de duchas del Ala 10 del Centro Metropolitano de Programas Especiales de Long Bay y fue trasladado al hospital en estado crítico. El 23 de agosto de 2020, el Daily Telegraph reveló que Murphy había sido trasladado de nuevo de Long Bay a Goulburn tras recibir la paliza.